# Fredonia (Kentucky)
Pour les articles homonymes, voir Fredonia.
Fredonia est une ville américaine située dans le comté de Caldwell, dans le Kentucky. Selon le recensement de 2020, sa population est de 372 habitants.